# Martin Schleker
Martin Schleker jun. (* 20. August 1935 in Hayingen; † 6. April 2022) war ein deutscher Schauspieler, Theaterregisseur und Schriftsteller.

## Leben
Der Sohn des schwäbischen Volksschriftstellers Martin Schleker sen. besuchte die staatliche Schauspielschule Stuttgart und schloss sie mit der Bühnenreifeprüfung ab. Neben zahlreichen Engagements als Schauspieler übernahm er in den 1970er Jahren die Leitung des Naturtheaters Hayingen auf der Schwäbischen Alb, dessen Stil er über Jahrzehnte hinweg als Regisseur, Autor und Schauspieler erfolgreich prägte. Das Theater zählte im Jahr 1994 bereits seinen Millionsten Zuschauer.
Martin Schlekers ureigene Mischung aus Volkstheater und Sozialkritik, die meistens Bezug auf historische Stoffe nimmt, wurde über die Region hinaus bekannt. Der Rezipient eines Stückes gestaltet den In- oder Gehalt selbst mit: So sind Schlekers Stücke sowohl für Erwachsene als auch für Kinder unterhaltsam, Theater für Kopf und Herz, und zwischen den Zeilen finden sich Doppeldeutigkeiten, politische Spitzen, vielleicht auch Lebensweisheiten und auf jeden Fall Witz. Die Zeitungen titelten oftmals, es sei Schleker gelungen, die Stücke und Rollen seinen Laiendarstellern auf den Leib zu schreiben. Zu seinen bekanntesten Stücken zählten u. a. Der Sonnenwirtle von Ebersbach (1987, Esslingen), Der Postmichel von Esslingen. Volksstück, wenn nicht gar ein schwäbischer Krimi (1990, Esslingen, handelt von Johann Friedrich Schwan), Ohne Hammer, ohne Schlegel. Ein schwäbisches Schöpfungsdrama nach Sebastian Sailer (1991 Tübingen) und Die schöne Lau. Ein Drama in fünf Lachern (1992 Hayingen). Häufig übertrug er Motive – aus Klassikern von Shakespeare, Molière, Schiller bis Mörike oder aus regionalen Stoffen von Sebastian Sailer bis David Friedrich Weinland – ins Mundartliche und verwob sie darüber hinaus mit politisch-sozialen Themen der Gegenwart. Sein Stil wurde als „kritisches Volkstheater“ bezeichnet, als „epochenüberspannendes Welttheater“.
Er wurde auch „der Brecht vom Lautertal“ genannt.
Darüber hinaus gastierte Schleker als Regisseur, Schauspieler und Autor am Staatstheater Stuttgart, Badischen Staatstheater Karlsruhe, Schauspiel Frankfurt, Theater Paderborn, an der Württembergischen Landesbühne Esslingen und am Landestheater Tübingen.
Martin Schleker schrieb neben Theaterstücken auch Hörspiele, Drehbücher und Kurzgeschichten. Seit den 1970er Jahren übernahm er diverse Fernseh- und Filmrollen. Er wurde vom Arbeitskreis deutscher Schriftsteller mehrfach mit Arbeitsstipendien gefördert. Seine Theaterstücke wurden mehrmals im Landeswettbewerb für Volkstheater des Landes Baden-Württemberg ausgezeichnet.
2003 und 2005 erschienen zwei autobiographische Erzählbände von ihm.
Martin Schleker war ab 1973 mit Christa verheiratet. Der Ehe entsprangen vier Kinder: Kathrin Böhler (geborene Schleker), Bärbel Stolz (geborene Schleker), Martin Eberhard Schleker und Eva Maruschel Schleker. Bärbel Stolz und Martin Eberhard Schleker sind ebenfalls Schauspieler.

## Ehrungen
- 1978 – Landespreis für Baden-Württembergische Volkstheaterstücke für "Dem Himmel zu"
- 1990 – Landespreis für Baden-Württembergische Volkstheaterstücke für "Der Postmichel von Esslingen"

## Filmografie (Auswahl)
- 1979: Das tausendunderste Jahr
- 1983–1985: Hoffmanns Geschichten
- 1985: Neues von Britta  (Ingo)
- 1986: Der Eugen
- 1988: Tatort – Sein letzter Wille (Fernsehreihe)
- 1992: Der König von Bärenbach
- 1993: Tatort – Bienzle und die schöne Lau
- 1994: Unvergessliches Wochenende in Lissabon
- 1995: Die Fallers
- 1995: Tatort – Bienzle und der Mord im Park
- 2003: Tatort – Bienzle und der Taximord

## Werke (Auswahl)
- Das Vespertäschle. Eine Jugend – meine Jugend. Mit einem Vorwort von Felix Huby. Silberburg-Verlag, Tübingen 2003, ISBN 978-3-87407-580-0
- Der Schneckenfänger. Oder: Wie ein Älbler doch noch Schauspieler wurde. Geschichten. Silberburg-Verlag, Tübingen 2005, ISBN 978-3-87407-683-8

Theaterstücke
- Die Schwäbische Schöpfung (1974)
- Der Laufenmüller (1976)
- Das Paradies auf Erden (1977)
- Dem Himmel zua (1978)
- Liebs Hergöttle von Biberach (1979)
- Die sieben Schwaben (1980)
- Lichtenstein (1981)
- Das Dorf auf der Grenze (1983)
- Der Zundelheiner (1984)
- Wie im Mittelalter (1985)
- Rulaman (1986)
- Lieb Heimatland ade (1989)
- Der Postmichel von Esslingen (1990)
- Fast wie im Himmel (1991)
- Die schöne Lau (1992)
- Der schwäbische Sommernachtstraum (1994)